# Conure des cactus
Eupsittula cactorum
Espèce
Statut de conservation UICN

 LC  : Préoccupation mineure
Statut CITES
La Conure des cactus (Eupsittula cactorum, anciennement Aratinga cactorum) est une espèce d'oiseaux de taille plutôt modeste (environ 25 cm).

## Taxinomie
Suivant une étude phylogénique de Remsen et al. (2013), le genre Aratinga est entièrement redéfini pour être monophylétique. Le Congrès ornithologique international répercute ces changements dans sa classification de référence version 3.5 (2013), et la Conure des cactus est déplacée vers le genre Eupsittula.

## Source
- Mario D. & Conzo G. (2004), Le grand livre des perroquets, de Vecchi, Paris, 287 p.